# M.P.O. Books
M.P.O. Books auteursnaam van Marco Books (Doorn, 1972), is een Nederlandse schrijver van misdaadromans en detectives. Hij debuteerde in 2004 met Bij verstek veroordeeld, het eerste deel in een serie over politiedistrict Heuvelrug. Van 2002 tot 2008 werkte hij voor Crimezone.

## Biografie
Books werd geboren in Doorn op de Utrechtse Heuvelrug, het gebied waar zijn boeken zich afspelen. Hij begon met het schrijven van korte verhalen in 1989. In 1999 bedacht hij de opzet die de basis zou vormen voor zijn boekenserie over politiedistrict Heuvelrug. Centrale hoofdpersoon in zijn boeken is rechercheur Bram Petersen. Vanuit het districtsbureau in Veenendaal werkt Petersen met zijn team aan het oplossen van misdrijven die in district Heuvelrug zijn gepleegd. Doordat een politieman de hoofdpersoon is, kunnen de boeken van Marco Books tot het subgenre 'politieromans' gerekend worden.
In 2003 tekende M.P.O. Books een contract bij uitgeverij Ellessy voor de publicatie van het eerste deel uit de serie. Na de publicatie van Gedragen haat stapte hij in 2009 over naar de onafhankelijke uitgeverij De Leeskamer.